# 三板镇
三板乡，是中华人民共和国四川省达州市渠县下辖的一个乡镇级行政单位。

## 行政区划
三板乡下辖以下地区：
三板社区、三板村、荆山村、香安村、福城村、神山村、大石村和大雾村。